# 21699 Wolpert
21699 Wolpert è un asteroide della fascia principale. Scoperto nel 1999, presenta un'orbita caratterizzata da un semiasse maggiore pari a 3,1078635 UA e da un'eccentricità di 0,1820270, inclinata di 3,02826° rispetto all'eclittica.